# Ferdinand Kübler
Ferdinand „Ferdi“ Kübler (24. července 1919 Marthalen – 29. prosince 2016 Curych) byl švýcarský cyklista, který zvítězil v 71 profesionálních závodech, včetně Tour de France 1950 a Mistrovství světa 1951. 
Nejúspěšnějším obdobím jeho kariéry byl přelom 40. a 50. let 20. století. Jeho největším úspěchem bylo celkové vítězství na Tour de France v roce 1950, kterého dosáhl jako první Švýcar v historii. V sezóně 1954 skončil na francouzské tour celkově druhý, v bodovací soutěži pak první. Dalším největším úspěchem na Grand Tour byla dvě třetí místa na Giru d'Italia, v letech 1951 a 1952. Dále třikrát vyhrál Tour de Suisse (1942, 1948, 1951), dvakrát závod Tour de Romandie (1948, 1951), závod Bordeaux-Paříž v roce 1953, dvakrát závod Lutych-Bastogne-Lutych (1951, 1952), stejně tak dvakrát závod La Flèche Wallonne (1951, 1952). Je rovněž držitelem tří medailí z mistrovství světa v silniční cyklistice, konkrétně ze silničního závodu, kde bral v roce 1951 zlato, v roce 1949 stříbro a v roce 1950 bronz.

## Umístění v celkové klasifikaci na Grand Tours
| Grand Tour     | 1947 | 1948 | 1949 | 1950 | 1951 | 1952 | 1953 | 1954 | 1955 |
| -------------- | ---- | ---- | ---- | ---- | ---- | ---- | ---- | ---- | ---- |
| Giro d'Italia  | —    | —    | —    | 4    | 3    | 3    | —    | —    | —    |
| Tour de France | DNF  | —    | DNF  | 1    | —    | —    | —    | 2    | DNF  |

| —   | Neúčastnil se |
| DNF | Nedokončil    |